# 응가틱 크리올
응가틱 크리올(Ngatik Men’s Creole)은 미크로네시아 연방 폰페이주의 사프우아픽(구 명칭 응가틱)에서 쓰이는 영어 바탕의 크리올이다.

## 같이 보기
- 피진
- 폰페이어
- 크리올 (언어학)
- 오가사와라 방언

## 참고 문헌
The Ngatik Massacre: History and Identity on a Micronesian Atoll, by Lin Poyer (Smithsonian I. Press, 1993), pp. 232-234